# Newport (nagyváros, Vermont)
Newport település az Amerikai Egyesült Államok Vermont államában, Orleans megyében, melynek megyeszékhelye is. Lakosainak száma 4455 fő (2020. április 1.).

## Népesség
A település népességének változása:

| 2010 | 4 589 |
| 2020 | 4 455 |